# 卵叶杯冠藤
卵叶杯冠藤（学名：Cynanchum formosanum var. ovalifolium）为夹竹桃科鹅绒藤属台湾杯冠藤的变种。分布于台湾岛等地，常生于低海拔至中海拔山地林中，目前尚未由人工引种栽培。